# Kanawia
Kanawia (gr. Καννάβια) – wieś w Republice Cypryjskiej, w dystrykcie Nikozja. W 2011 roku liczyła 129 mieszkańców.